# Elisabet Nagy
Elisabet Nagy, gift Wahlander 1993, född 14 mars 1960 i Österrike, är en svensk friidrottare (spjutkastning). Hon utsågs år 1982 till Stor grabb/tjej nummer 328.

## Personliga rekord
Utomhus 
- Spjut – 53,02 (Uppsala 19 augusti 2000)[3][6]
- Spjut (gamla typen) – 62,92 (Stockholm 30 juni 1987)[3]

### Fotnoter
1. 1 2 3 4 5 6 7 8 9 10 11 12 13 14 15 16 17 18 19 20 21 22 23  Wiger 2006, s. 234.
2. ↑  Sveriges befolkning 2000, Version 1.03, Sveriges Släktforskarförbund: Wahlander, Erzsebet
3. 1 2 3  ”Personsida på AllAthletics”. all-athletics.com. Arkiverad från originalet den 27 oktober 2016. https://web.archive.org/web/20161027192356/http://www.all-athletics.com/node/148906. Läst 27 oktober 2016.
4. ↑  ”Stora grabbars märke”. friidrott.se. Arkiverad från originalet den 31 mars 2016. https://web.archive.org/web/20160331202525/http://www.friidrott.se/historik/storagrabbar.aspx. Läst 27 oktober 2016.
5. ↑  ”Stora Grabbar personpresentation”. storagrabbar.se. http://www.storagrabbar.se/grabbar_7.html. Läst 27 oktober 2016.
6. ↑  ”Personsida hos IAAF”. iaaf.org. https://www.iaaf.org/athletes/sweden/elisabeth-wahlander-197850. Läst 27 oktober 2016.